# Kanton Freyming-Merlebach
Der Kanton Freyming-Merlebach ist seit 1967 ein französischer Wahlkreis im Arrondissement Forbach-Boulay-Moselle, im Département Moselle und in der Region Grand Est (bis 2015 Lothringen); sein Hauptort ist Freyming-Merlebach.

## Lage
Der Kanton liegt in der Nordhälfte des Départements Moselle an der Grenze zu Deutschland.

## Geschichte
Der Kanton entstand am 8. August 1967 als Kanton Freyming aus Teilen des damaligen Kantons Saint-Avold. Ab 1971 trug er den heutigen Namen. Bis 2015 gehörten zehn Gemeinden zum Kanton Freyming-Merlebach. Im Jahr 1971 kam noch Merlebach aus dem bisherigen Kanton Forbach-2 hinzu, das sich mit der bisherigen Gemeinde Freyming zur neuen Gemeinde Freyming-Merlebach vereinigte. Mit der Neuordnung der Kantone in Frankreich stieg die Zahl der Gemeinden 2015 auf 11. Zu den bisherigen 10 Gemeinden kam noch die Gemeinde Hombourg-Haut aus dem bisherigen Kanton Saint-Avold-2 hinzu.

## Gemeinden
Der Kanton besteht aus elf Gemeinden mit insgesamt 31.361 Einwohnern (Stand: 1. Januar 2022) auf einer Gesamtfläche von 74,30 km²:
| Gemeinde                  | Mundart Patois                  | Deutsch               | Einwohner (2022) | Fläche (km²) | Code postal | Code Insee |
| ------------------------- | ------------------------------- | --------------------- | ---------------- | ------------ | ----------- | ---------- |
| Barst                     | Barscht                         | Barst                 | 571              | 5,79         | 57450       | 57052      |
| Béning-lès-Saint-Avold    | Beninge                         | Beningen              | 1.133            | 3,69         | 57800       | 57061      |
| Betting                   | Bettinge                        | Bettingen             | 860              | 4,45         | 57800       | 57073      |
| Cappel                    | Kapple                          | Cappel                | 679              | 5,97         | 57450       | 57122      |
| Farébersviller            | Fareewerschwiller/Ewerschwiller | Pfarrebersweiler      | 5.226            | 6,88         | 57450       | 57207      |
| Freyming-Merlebach        | Ménge-Merleboch                 | Freimengen-Merlenbach | 13.069           | 9,06         | 57800       | 57240      |
| Guenviller                | Genwiller                       | Genweiler             | 681              | 4,74         | 57470       | 57271      |
| Henriville                | Herrichwiller/Häärischwilla     | Herchweiler           | 753              | 3,95         | 57450       | 57316      |
| Hombourg-Haut             | Humerich                        | Oberhomburg           | 6.122            | 12,25        | 57470       | 57332      |
| Hoste                     | Hoscht                          | Oberhost              | 572              | 9,47         | 57510       | 57337      |
| Seingbouse                | Bus                             | Sengbusch             | 1.695            | 8,05         | 57455       | 57644      |
| Kanton Freyming-Merlebach | Ménge-Merleboch                 | Freimengen-Merlenbach | 31.361           | 74,30        | -           | -          |

Bis zur landesweiten Neuordnung der französischen Kantone im März 2015 gehörten zum Kanton Freyming-Merlebach die zehn Gemeinden Barst, Béning-lès-Saint-Avold, Betting, Cappel, Farébersviller, Freyming-Merlebach (Hauptort), Guenviller, Henriville, Hoste und Seingbouse. Sein Zuschnitt entsprach einer Fläche von 62,05 km2. Er besaß vor 2015 einen anderen INSEE-Code als heute, nämlich 5741.

## Bevölkerungsentwicklung
| 1962   | 1968   | 1975   | 1982   | 1990   | 1999   | 2006   | 2012   |
| ------ | ------ | ------ | ------ | ------ | ------ | ------ | ------ |
| 29.022 | 30.834 | 29.406 | 29.891 | 28.938 | 28.340 | 26.786 | 26.076 |

## Politik
Im 1. Wahlgang am 22. März 2015 erreichte keines der sechs Kandidatenpaare die absolute Mehrheit. Bei der Stichwahl am 29. März 2015 gewann das Gespann Françoise Goldite/Laurent Kleinhentz (beide PS) gegen Stéfanie Coniglio/Bernard Janvier (beide FN) mit einem Stimmenanteil von 60,85 % (Wahlbeteiligung:38,52 %).
Seit 1967 hatte der Kanton folgende Abgeordnete im Rat des Départements:
| Vertreter im conseil général (1) des Départements | Vertreter im conseil général (1) des Départements | Vertreter im conseil général (1) des Départements |
| Amtszeit                                          | Name                                              | Partei                                            |
| ------------------------------------------------- | ------------------------------------------------- | ------------------------------------------------- |
| 1967–1985                                         | Charles Metzinger                                 | DVG, danach PS                                    |
| 1985–2004                                         | Arthur Albert                                     | RPR                                               |
| 2004–2015                                         | Laurent Kleinhentz                                | PS                                                |
| 2015–                                             | Françoise Goldite Laurent Kleinhentz              | PS                                                |

(1) seit 2015 Departementrat